# Janette Kliewe
Janette Kliewe (* 30. November 1973 in Neubrandenburg als Janette Grunow) ist eine deutsche Handballtrainerin und ehemalige Handballspielerin.

## Vereinskarriere
Kliewe wechselte 2001 von der HSG Blomberg-Lippe zu Borussia Dortmund. Dort war die Kreisspielerin, wie auch in der Nationalmannschaft, Mannschaftskapitänin. Sie beendete ihre Karriere im Sommer 2006, aber Jackson, wie sie auch genannt wird, wurde für die Rückrunde der Saison 2007/08 von Dortmund reaktiviert.

## Nationalmannschaft
Noch unter ihrem Geburtsnamen Grunow spielte sie im Aufgebot der deutschen Nationalmannschaft bei der Weltmeisterschaft 1999, bei der sie in sechs Spielen zehn Tore warf.
Kliewe spielte ebenfalls für die Beachhandball-Nationalmannschaft und wurde mit ihr jeweils Zweite der Weltmeisterschaft im Jahr 2006 in Rio de Janeiro sowie der Europameisterschaft im Jahr 2007 in Misano Adriatico. Weiterhin lief Kliewe für die Sandgirls Dortmund auf, mit denen sie die 2005, 2006, 2007 und 2008 deutsche Beachhandballmeisterschaften gewann.

## Trainerin
Während der Saison 2007/08 übernahm Kliewe das Traineramt des Frauen-Oberligisten HSE Hamm. Am Ende der Saison stieg Hamm in die Verbandsliga ab, in der der Verein bis zum Aufstieg 2010 in die Oberliga spielte. 2015 gab Kliewe das Amt ab.